# San Paolino (Lucca)

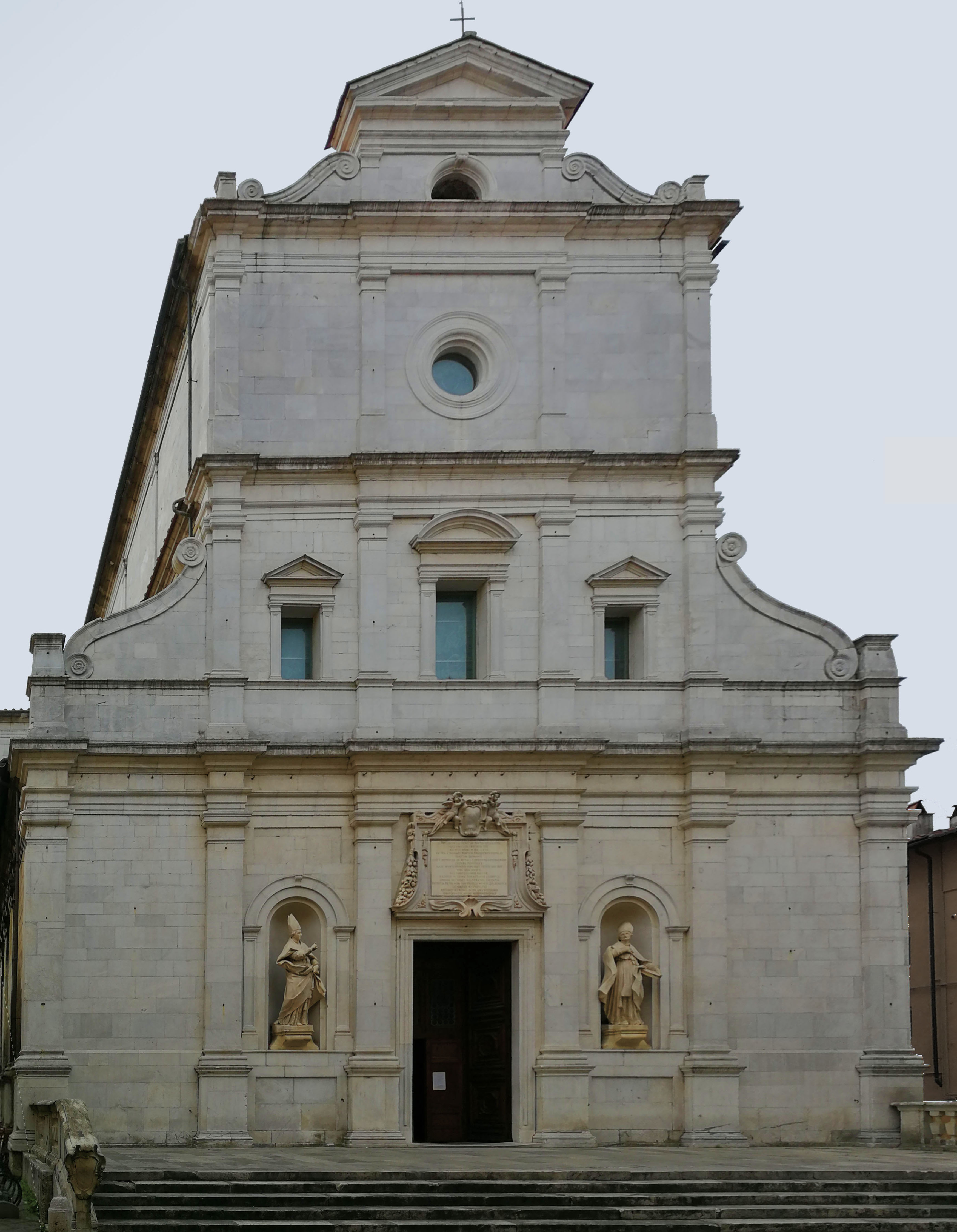
Basilika San Paolino

Die Basilika San Paolino ist eine römisch-katholische Kirche  in der toskanischen Stadt Lucca, Italien. Die Pfarrkirche des Bistums Lucca ist den heiligen Paulinus von Antiochia und Donatus gewidmet und trägt ab immemorabili den Titel einer Basilica minor. Die Kirche wurde im 16. Jahrhundert als einzige in Lucca vollständig im Renaissancestil errichtet.

## Geschichte
Vermutlich an der Stelle eines römischen Tempels wurde die im 8. Jahrhundert belegte Kirche St. Georg erbaut. Die geostete Kirche nahm etwa den Platz des heutigen Querschiffs ein. Eine spätere Kirche aus der Zeit um das Jahr 1000 erhielt zunächst das Patrozinium des Antonius’. Nach der Auffindung der Gebeine im Jahr 1261, die dem nicht belegten ersten Bischof von Lucca, Paulinus, zugeordnet wurden, erhielt die Kirche dessen zusätzliches Patronat.  
Beim Bau der Stadtmauer musste die Kirche 1513 abgerissen werden. Der Neubau in Nordsüdausrichtung begann bereits 1516 nach einem Entwurf von Baccio da Montelupo, die Realisierung wurde 1536 von Bastiano Bertolani da Brancoli abgeschlossen. Die Kirche wurde den heiligen Paulinus und Donatus gewidmet.

## Beschreibung

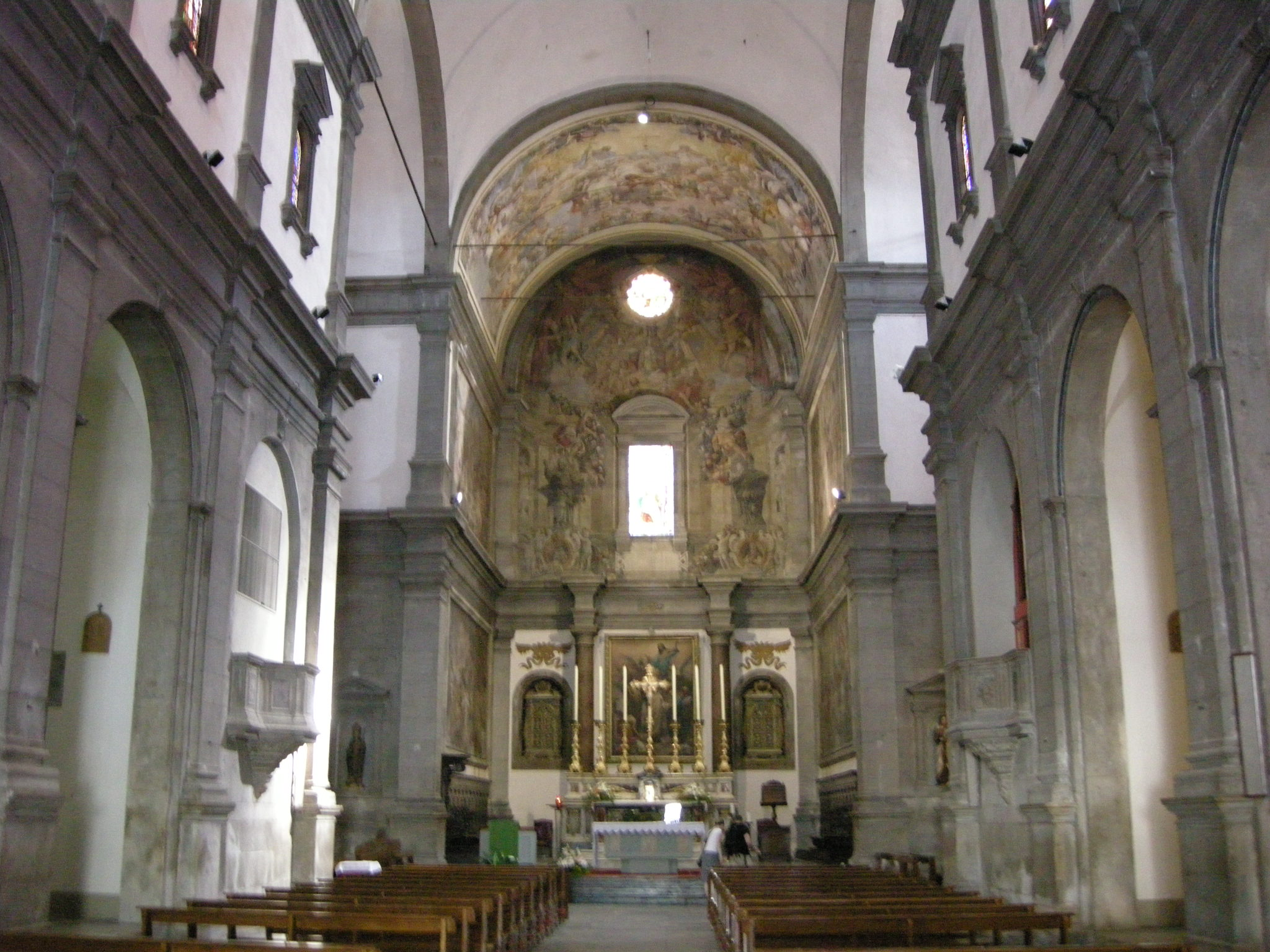
Sant’Andrea Apostolo

Die Fassade besteht aus weißen Marmorblöcken. Ihre drei Etagen mit einer ausgeprägten Vertikalität sind mit Pilastern gegliedert. In der unteren, höchsten Etage befindet sich über dem zentralen Portal eine Kartusche, seitlich stehen in Nischen die Statuen von Paulinus und Donatus aus dem Jahr 1710. In der zweiten, sich verjüngenden Etage öffnen sich drei Fenster, in der dritten nur ein Oculus unter dem abschließenden Giebel.
Die Saalkirche mit Seitenkapellen hat einen Grundriss eines lateinischen Kreuzes und ist mit einem Tonnengewölbe bedeckt. Die Vierung mit dem wenig ausgeprägten Querhaus ist mit einem Kreuzgewölbe überspannt. Wände und Deckengewölbe des Chors sind ausgemalt. Der Glockenturm erhebt sich über dem rechten Querschiff. Vier Öffnungen mit Rundbögen charakterisieren die Glockenzelle.
Die auch als Seitenschiffe anzusehenden Reihen von jeweils vier Kapellen sind durch große Säulen im dorischen Stil in vier Zonen gegliedert. Die Kirche beherbergt elf Altäre. Bemerkenswert ist das Fresko der Legende von St. Paulinus, aufgeführt von Filippo Gherardi im 17. Jahrhundert, und die Geschichten an den Wände von Stefano Cassiani.